# Rift: Planes of Telara
Pour les articles homonymes, voir Rift (homonymie).
Rift: Planes of Telara, est un MMORPG gratuit publié par Trion et sorti en 2011. Il met en scène l'univers médiéval fantastique de Telara dans lequel les joueurs sont aux prises avec des créatures maléfiques surgies de « failles » (« rift » en anglais) susceptibles d'apparaître en divers endroits et en divers moments de l'espace de jeu. Une première extension du nom de Storm Legion sort le 12 novembre 2012 aux États-Unis et en Europe. Celle-ci augmente le niveau maximum de 50 à 60 et triple la superficie du monde jouable avec l'ajout de deux nouveaux continents: Tynandra et Brunante. Une seconde extension sort le 22 octobre 2014, rift 3.0 Nightmare Tide. Elle offre la possibilité d'explorer le plan de l'eau ainsi que son lot de nouveau contenu. Le niveau passe de 60 à 65 et trois zones font leur apparition.
Le 14 mai 2013, Trion Worlds annonce que le jeu passera en "free to play" à partir du 12 juin 2013.

## Histoire
Dans Rift, deux factions s’affrontent alors qu’elles font face à un même problème. On trouve d’une part les Gardiens qui ne jurent que par les Dieux, d'autre part les Renégats qui ne jurent que par la magie et la technologie. Tout ce petit monde s’entre-tue alors qu’une menace commune pourrait les rassembler. Des dragons, au nombre de 6 (Maelforge dragon de feu, Laethys dragon de la terre, Vertécaille dragon de la vie, Crucia dragon de l'air, Regulos dragon de la mort, Akylios dragon de l'eau) venant des autres plans de la réalité (des mondes parallèles où habitent des créatures élémentaires surpuissantes) envahissent le monde de Telara et répandent leurs armées par le biais de failles (rift en anglais). Dans ce monde en proie au chaos des « êtres élus », créés par les dieux et la technologie futuriste, sont le dernier espoir de Telara pour repousser les envahisseurs planaires[Quoi ?] et sauver le monde de l'emprise des dragons.

## Les races
Les races appartiennent aux deux factions opposées dans Rift : les Gardiens et les Renégats.

### Les Gardiens
- Les Mathosiens : Des humains issus de Mathosia, l'ancienne capitale, qui abritait de grands guerriers, associés par conséquent au Veilleur de la guerre Thédeor.
- Les Hauts-Elfes : Une race très ancienne et très pieuse, dont le Veilleur attitré est Tavril.
- Les Nains : Une race ancienne, bâtisseuse et liée à la force brute, placée sous le signe du Veilleur Bahralt.

### Les Renégats
- Les Bahmi : Peuple étranger, originaires du Plan de l'Air et coincés sur Telara. Les Bahmis ont le sens de l'accueil et de l'hospitalité, et sont réputés pour être de grands guerriers.
- Les Eth : Tribu d'humains vivant dans le désert, férus de technomagie. Les Eth sont devenus assez narcissique, de par la grande puissance magique qu'ils ont acquise.
- Les Kelari : Peuple voisin des Hauts-Elfes qui ont renié leur dieu principal, Tavril. Les Kelari sont peu doués de compassion et aiment être puissants.

## Les factions
Les Gardiens incarnent la croyance selon laquelle les Veilleurs, les dieux de Telara, n'ont pas abandonné le monde, mais mettent sur pied un plan en vue de la bataille finale entre le bien et le mal : le Jour du Jugement. Les Gardiens prennent part à un plan divin visant à sauver le monde.
Les Renégats se moquent de savoir si les dieux ont abandonné ou non leur monde. À leurs yeux, ce sont les dieux qui sont à l'origine de cette affaire de convergence planaire, et ne jurent que par leur technologie, pensant qu'elle pourra les sauver.

## Les différentes classes et vocations
Rift compte quatre vocations principales, divisées chacune en 10 "âmes", soit au total 40 classes différentes. Cependant, on peut choisir jusqu'à 7 âmes différentes (mais toujours de la même vocation) en même temps; il y a donc de nombreuses combinaisons possibles. Rift offre la possibilité de créer des hybrides entre les âmes. 
| Vocations | Classes |
| --------- | --- |
| Guerrier  | - Saccageur - Paladin - Maître de Guerre - Paragon - Le Seigneur des Failles - Le Chevalier du Néant - Dompteur - Champion - Foudroyeur - Libérateur |
| Clerc     | - Purificateur - Inquisiteur - Sentinelle - Justicier - Chamane - Protecteur - Druide - Cabaliste - Profanateur - Oracle                             |
| Voleur    | - Lame Noire - Rôdeur - Danselame - Assassin - Traqueur des failles - Tireur - Saboteur - Barde - Stratéguerre - Médecin                             |
| Mage      | - Elémentaliste - Anathema - Pyromancien - Tempestaire - Archonte - Nécromancien - Dominateur - Chloromancien - Faucheur - Arbitre                   |

L'extension Storm Legion ajoute un archétype pour chaque classe : Foudroyeur pour le Guerrier ; Faucheur pour le Mage ; Stratéguerre pour le Voleur et Profanateur pour le Clerc. Le Pack d'âmes oniriques permet au voleur et au guerrier de heal au mage de tank et au clerc d'assist.

## Armes
À son lancement, 12 000 armes étaient disponibles dans Rift.

## Abonnement
Rift est désormais en Free-To-Play depuis le mercredi 12 juin 2013.